# Bourguébus
Bourguébus è un comune francese di 1 416 abitanti situato nel dipartimento del Calvados nella regione della Normandia.

## Società

### Evoluzione demografica
Abitanti censiti